# Elijah Muhammad
Elijah Muhammad, nascido como Elijah Poole (Sandersville, Geórgia 7 de outubro de 1897 - 25 de fevereiro de 1975) foi um ativista dos Estados Unidos da América, sendo líder do grupo Nação do Islã desde 1934 (quando Wallace Fard Muhammad desapareceu) até a sua morte.